# 오비 (노키아)
오비(Ovi)는 노키아의 인터넷 서비스 브랜드다.

## 오비스토어
오비스토어(Ovi Store)는 노키아에서 운영하고 있는 심비안OS용 애플리케이션을 다운로드 할 수 있게 해주는 서비스이다. 오비 스토어는 애플 앱스토어를 모델로 삼고 있는 모바일폰용 오픈마켓 서비스다. 노키아가 제조한 폰에 동작되는 각종 소프트웨어 애플리케이션과 콘텐츠 판매를 목적으로 제공된다.

## 같이 보기
- 모바일 운영체제
- 유무선융합
- 윈도우 라이브